# Actinodendron glomeratum
Actinodendron glomeratum är en havsanemonart som beskrevs av Alfred Cort Haddon 1898. Actinodendron glomeratum ingår i släktet Actinodendron och familjen Actinodendronidae. Inga underarter finns listade i Catalogue of Life.